# Retrato (literatura)
El retrato es la descripción de una persona o personaje efectuada por un observador por medio de la palabra. En el retrato, el observador elige rasgos físicos y de personalidad de la persona, a los que les asigna cualidades. Para realizar un retrato, el observador puede centrarse en una parte del cuerpo, en una posición determinada o bien puede hacer un retrato de cuerpo entero; puede detenerse o no  en características de la vestimenta, y establecer relaciones entre el aspecto físico y la personalidad del retratado. Asimismo, puede relacionar en mayor o menor medida al personaje con el medio en que se encuentra.
Las dos modalidades principales son la prosopografía (descripción física) y la etopeya (descripción moral o psicológica).